# 土井市之進

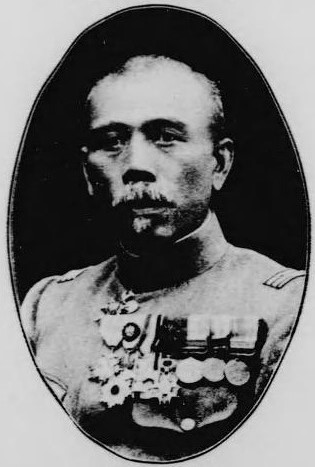
土井市之進

土井 市之進（どい いちのしん、1867年1月10日（慶応2年12月5日） - 1949年（昭和24年）3月18日）は、日本の陸軍軍人。最終階級は陸軍少将。山口県阿武郡萩町長。

## 経歴
長州藩士・土井之喜の長男として生れる。陸軍士官学校幼年生徒を経て、1889年（明治22年）7月、陸士（旧11期）を卒業して、歩兵少尉に任官し歩兵第9連隊付となる。1896年（明治29年）11月、台湾総督府軍務局課員に就任。1897年（明治30年）11月、台湾補給廠勤務に転じ、1900年（明治33年）1月、福州に私費留学した。同年8月、参謀本部付として廈門に駐在。歩兵第9連隊中隊を経て、1902年（明治35年）12月、陸軍戸山学校を卒業。1903年（明治36年）12月、参謀本部付として清国に派遣され、1904年（明治37年）1月から同年5月にかけて僧侶に変装して遼陽で情報収集を行った。同年4月、その功績により個人感状を授与された。同年7月、満州軍司令部付となり、同年10月、歩兵少佐に昇進し満州で諜報活動に従事した。
1905年（明治38年）10月、歩兵第9連隊付となり、1907年（明治40年）11月、北京駐屯歩兵隊長に転じた。1909年（明治42年）6月、歩兵中佐に進み、同年12月、近衛歩兵第3連隊付となる。1912年（明治45年）2月、参謀本部付として福州に駐在し、同年5月に帰国。1912年（大正元年）9月、北京駐屯歩兵隊長に再任され、1913年（大正2年）8月、歩兵大佐に昇進し歩兵第52連隊長に就任。1916年（大正5年）4月、支那駐屯軍司令部付となり パプチャプ事件（満蒙独立運動）に参加した。同年8月、歩兵第12連隊長に転じ、1918年（大正7年）7月、陸軍少将に進級し待命となる。1919年（大正8年）1月、予備役に編入された。
1920年（大正9年）10月から1922年（大正11年）8月まで召集され、浦塩派遣軍司令部嘱託としてシベリア出兵に出動した。その後、1925年（大正14年）5月まで南満州鉄道嘱託としてハルビン札免公司理事を務めた。
また、1925年10月から1927年（昭和2年）9月まで、山口県萩町長に在任した。

## 親族
- 叔父 三浦梧楼（陸軍中将、母の弟）[1]

## 栄典
- 1940年（昭和15年）8月15日 - 紀元二千六百年祝典記念章[5]